# Křídlůvky
Křídlůvky település Csehországban, a Znojmói járásban. Křídlůvky Hrádek, Jaroslavice, Slup, Božice és Valtrovice településekkel határos. Lakosainak száma 244 fő (2024. január 1.).

## Népesség
A település lakosságának változását az alábbi diagram mutatja:
| Lakosok száma | 477  | 522  | 584  | 359  | 283  | 214  | 233  | 245  | 248  | 244  |
|               | 1869 | 1890 | 1921 | 1950 | 1980 | 2001 | 2017 | 2019 | 2022 | 2024 |